# 알렉산드라 추 자인비트겐슈타인베를레부르크
알렉산드라 추 자인비트겐슈타인베를레부르크(Princess Alexandra of Sayn-Wittgenstein-Berleburg, 1970년 11월 20일 ~ )는 덴마크 공주 베네딕테의 세 자녀 중 장녀이자 둘째이다. 프레데리크 9세가 정한 왕위 계승 규정에 따라 베네딕테 공주와 알렉산드라 공주를 포함한 자녀들은 덴마크 영주권을 얻지 못했기 때문에 사실상 덴마크 왕위 계승 서열에서 그들의 자리를 포기했다. 1998년 5월 19일부터 알렉산드라는 덴마크 시민권을 가지고 있다.